# Felipe Ávila
Andrés Felipe Ávila Tavera (El Colegio, Colombia; 30 de enero de 1994) es un futbolista colombiano. Juega como centrocampista.

## Trayectoria

### Inicios
Andrés Felipe Ávila nació en el municipio de El Colegio, en Cundinamarca. Empezó a jugar fútbol desde pequeño en el pueblo donde pasó toda su niñez, se formó en las divisiones inferiores de Independiente Santa Fe. Con los equipos juveniles del equipo cardenal, jugó varios torneos locales y departamentales.

### Tigres Fútbol Club
Después de haber jugado en las divisiones inferiores de Independiente Santa Fe por varios años y salir campeón del campeonato nacional sub-20, Andrés Felipe fue a jugar a préstamo al Expreso Rojo (Actualmente Tigres Fútbol Club) en el 2014. En aquel año debutó como profesional, y jugó algunos partidos. Con el paso del tiempo, se fue ganando un puesto dentro de la nómina titular del equipo cundinamarqués, con el que tuvo buenos partidos. Con Tigres, logró el ascenso a la Categoría Primera A, tras haber hecho una gran campaña y haber logrado el subcampeonato en la Categoría Primera B a finales de 2016, siendo Andrés uno de los jugadores destacados del equipo.

### Patriotas Boyacá
En el 2018 fue presentado como refuerzo del equipo Patriotas Boyacá de la ciudad de Tunja.
Debutó con el equipo boyacense el 4 de febrero, en la victoria de su equipo frente a Independiente Santa Fe, en el marco de la fecha 1 del campeonato Colombiano, ingresando desde el banco de suplentes.
Con el paso del tiempo, se fue ganando un puesto dentro de la nómina titular del equipo.

### Gualaceo
Para la temporada 2022 fue anunciado como refuerzo del Gualaceo Sporting Club de la Serie A de Ecuador. Permaneció hasta el final del torneo.

### Libertad
A finales de 2022 continuó en Ecuador al firmar por el recién ascendido Libertad Fútbol Club.

## Estadísticas

### Clubes
Actualizado al último partido disputado el 4 de octubre de 2024.
| Club                        | Div.          | Temporada     | Liga  | Liga  | Copas nacionales | Copas nacionales | Copas internacionales | Copas internacionales | Total | Total |
| Club                        | Div.          | Temporada     | Part. | Goles | Part.            | Goles            | Part.                 | Goles                 | Part. | Goles |
| --------------------------- | ------------- | ------------- | ----- | ----- | ---------------- | ---------------- | --------------------- | --------------------- | ----- | ----- |
| Tigres F. C. · Colombia     | 2.ª           | 2014          | 5     | 0     | 3                | 0                | -                     | -                     | 8     | 0     |
| Tigres F. C. · Colombia     | 2.ª           | 2015          | 19    | 2     | 4                | 1                | -                     | -                     | 23    | 3     |
| Tigres F. C. · Colombia     | 2.ª           | 2016          | 23    | 1     | 2                | 0                | -                     | -                     | 25    | 1     |
| Tigres F. C. · Colombia     | 1.ª           | 2017          | 22    | 0     | 6                | 0                | -                     | -                     | 28    | 0     |
| Tigres F. C. · Colombia     | Total club    | Total club    | 69    | 3     | 15               | 1                | 0                     | 0                     | 84    | 4     |
| Patriotas Boyacá · Colombia | 1.ª           | 2018          | 39    | 2     | 3                | 0                | -                     | -                     | 42    | 2     |
| Patriotas Boyacá · Colombia | 1.ª           | 2019          | 13    | 1     | 5                | 0                | -                     | -                     | 18    | 1     |
| Patriotas Boyacá · Colombia | 1.ª           | 2020          | 11    | 0     | 2                | 0                | -                     | -                     | 13    | 0     |
| Patriotas Boyacá · Colombia | 1.ª           | 2021          | 32    | 0     | 4                | 0                | -                     | -                     | 36    | 0     |
| Patriotas Boyacá · Colombia | Total club    | Total club    | 95    | 3     | 14               | 0                | 0                     | 0                     | 109   | 3     |
| Gualaceo S. C. · Ecuador    | 1.ª           | 2022          | 19    | 0     | 1                | 0                | -                     | -                     | 20    | 0     |
| Gualaceo S. C. · Ecuador    | Total club    | Total club    | 19    | 0     | 1                | 0                | 0                     | 0                     | 20    | 0     |
| Libertad F. C. · Ecuador    | 1.ª           | 2023          | 24    | 3     | —                | —                | —                     | —                     | 24    | 3     |
| Libertad F. C. · Ecuador    | 1.ª           | 2024          | 18    | 1     | 0                | 0                | —                     | —                     | 18    | 1     |
| Libertad F. C. · Ecuador    | Total club    | Total club    | 42    | 4     | 0                | 0                | 0                     | 0                     | 42    | 4     |
| Total carrera               | Total carrera | Total carrera | 225   | 10    | 30               | 1                | 0                     | 0                     | 255   | 11    |
| 1.                          |               |               |       |       |                  |                  |                       |                       |       |       |